# Eunidiella pilosa
Eunidiella pilosa is een keversoort uit de familie boktorren (Cerambycidae). De wetenschappelijke naam van de soort is voor het eerst geldig gepubliceerd in 1940 door Breuning.